# تمیز کردن دندان‌ها
تمیز کردن دندان‌ها بخشی از بهداشت دهان است که پلاک‌ها را از سطح دندان جدا می‌کند و  از ایجاد پوسیدگی دندان، التهاب لثه و بیماری‌های پیرامون دندان جلوگیری می کند. مردم به‌طور روتین دندان‌ها و فضای بین دندان هایشان را توسط مسواک زدن پاک می‌کنند و بهداشت کار دهان و دندان، رسوباتی که بر سطح دندان ته‌نشین شده‌اند و با مسواک از بین نرفته‌اند را پاک می‌کند.

## مسواک، نخ دندان و سایش

### مسواک زدن
مسواک زدن مرتب و با دقت، از تشکیل پلاک‌های باکتریایی جلوگیری می‌کند. این باکتری‌ها، کربوهیدرات را از غذا متابولیزه و تبدیل به اسید می‌کنند. اسید موجب از بین رفتن مینای دندان می‌شود که در نهایت منجر به پوسیدگی، زردی دندان و دندان درد می‌شود. دندانپزشک برحسب میزان پوسیدگی، از پرکردن دندان یا روکش استفاده می‌کند. مسواک زدن مرتب از ایجاد این عوارض جلوگیری می‌کند. استفاده از خمیردندان‌های حاوی فلوراید و ضدپلاک می‌تواند این عوارض را کاهش دهد.
خمیردندان‌های اولیه، حاوی سنگ پای پودر شده، مواد سایندهٔ لطیف مانند ،نمک، پودر ذغال و یا پودر کف دریا برای پاک‌کنندگی بودند. بعدها، با افزودن روغن های گیاهی به پودرهای طعم دار خمیر دندان‌ها، ایجاد و به آن اسانس های گیاهان معطر اضافه شد تا طعم آن‌ها را لذت بخش کرده و بوی فضای دهان را بهتر کند. در دههٔ ۱۹۲۰، نسلی تازه از خمیرهای دارویی و طبی به جای پودرهای طعم دار، به خمیردندان افزوده شد و برخلاف خمیردندان‌های امروزی، هیچ مادهٔ شیمیایی در آن‌ها یافت نمی‌شد.
مسواک‌های برقی بعدها اختراع شدند. این نوع مسواک برای افرادی که مشکل قدرتی یا اشکالاتی در ناحیهٔ دست داشتند، اختراع شد ولی اکنون در سراسر جهان، مردم عادی نیز از این نوع مسواک استفاده می‌کنند. عملکرد مسواک‌های برقی در پاک کردن پلاک و رسوبات دندان، تا حدودی برابر مسواک‌های مرسوم است.
مسواک به تنهایی نمی‌تواند آلودگی‌های داخل شیارهای سطح دندان، جایی که ۸۰٪ پوسیدگی‌ها روی می‌دهد، را پاک کند. انواع دیگری از مسواک‌ها نیز وجود دارند که می توانند به تمیزی بیشتر درزهای دندانی کمک کرده و خمیردندان‌های حاوی فلوراید را به درون شیارها و شکاف‌ها وارد کند تا باعث خنثی شدن اسید و حفظ مینای دندان شوند.

### نخ دندان زدن
علاوه بر مسواک، تمیز کردن بین دندان‌ها مانع تشکیل پلاک‌های باکتریایی روی دندان می‌شود. این امر توسط نخ دندان یا مسواک‌های مخصوص بین دندانی صورت می‌گیرد. البته ۸۰٪ پوسیدگی‌ها مربوط به شیارهای روی سطح دندان است ولی فضاهای بین دندان را می‌توان همچنین با خلال دندان یا وسایل دیگر پاک کرد.

### سایش
لزوماً فقط مسواک دندان‌ها را تمیز نمی‌کند؛ از شاخه‌های بوته نیز می‌توان استفاده کرد همچنین شیرهٔ آن بوته جای خمیردندان را می‌گیرد. در بسیاری از جاهای دنیا از این طریق دندان‌ها تمیز می‌شود. در دنیای اسلام، miswak یا siwak استفاده می‌شود که ریشه یا شاخهٔ بوته‌است و بنا به اعتقاد مردمان، خاصیت گندزدایی دارد.
پیامبر اسلام به استفاده از چوب گیاه اراک برای مسواک کردن توصیه نموده است. این گیاه حاوی فلوراید است.

## تمیز کردن تخصصی

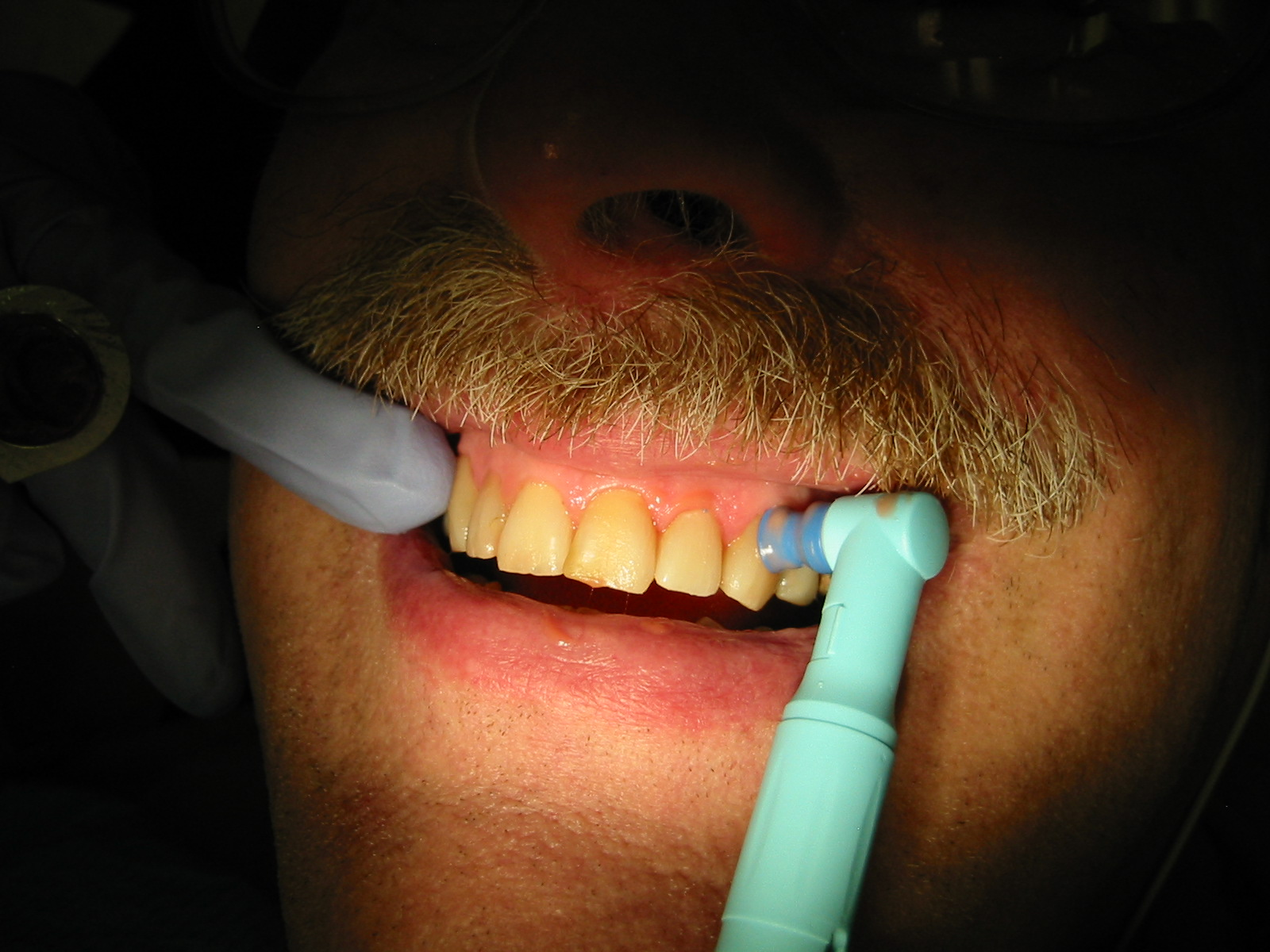
بهداشت کار دهان و دندان در حال پولیش دندان‌های مریض

تمیز کردن دندان‌ها (پروفیلاکسیس) توسط بهداشت کار دهان و دندان باعث از بین رفتن رسوبات زرد و یا پلاک‌های روی دندان می‌شود که حتی در صورت تمیز کردن مرتب و دقیق دندان‌ها هم ایجاد می‌شوند زیرا مناطقی در دهان وجود دارد که دسترسی به آن سخت است. ابزارهای متفاوتی برای این کار استفاده می‌شود.
بیشتر بهداشت کاران دهان و دندان معتقدند که دندان‌ها حداقل یک یا دو بار در سال باید تحت تمیزشدن تخصصی قرار بگیرند. امکان دارد که دفعات تمیز شدن دندان‌ها به علت مداوای بیماری‌های دهانی یا مشکلات دهان و دندان لازم باشد افزایش پیدا کند ولی به‌طور روتین، یک نوبت در سال کافی است. این کار اگر توسط پرتوی ایکس دندانپزشکی صورت بگیرد می‌تواند فقط چند سال یک بار انجام گیرد. بین هر نوبت مراجعه برای تمیز کردن دندان‌ها، رعایت بهداشت عمومی دهان و دندان موجب می‌شود که پوسیدگی‌ها و پلاک‌ها کمتر شوند.

## پیچیدگی‌ها
به‌طور کلی اگر این اعمال درست انجام نشود و برای مسواک یا نخ دندان فشار بیش از حد وارد شود، می‌تواند به لثه آسیب وارد سازد. فشار شدید پرزهای مسواک یا طریقهٔ نادرست  مسواک زدن می‌تواند موجب درد لثه، از بین رفتن مینای دندان، التهاب لثه و خونریزی لثه شود و حتی در دراز مدت موجب تحلیل و پایین رفتن لثه گردد. دندانپزشک و بهداشت کار دهان و دندان می‌توانند روش صحیح استقاده از مسواک و نخ دندان را آموزش دهند.